# ジョン・ヒル (植物学者)

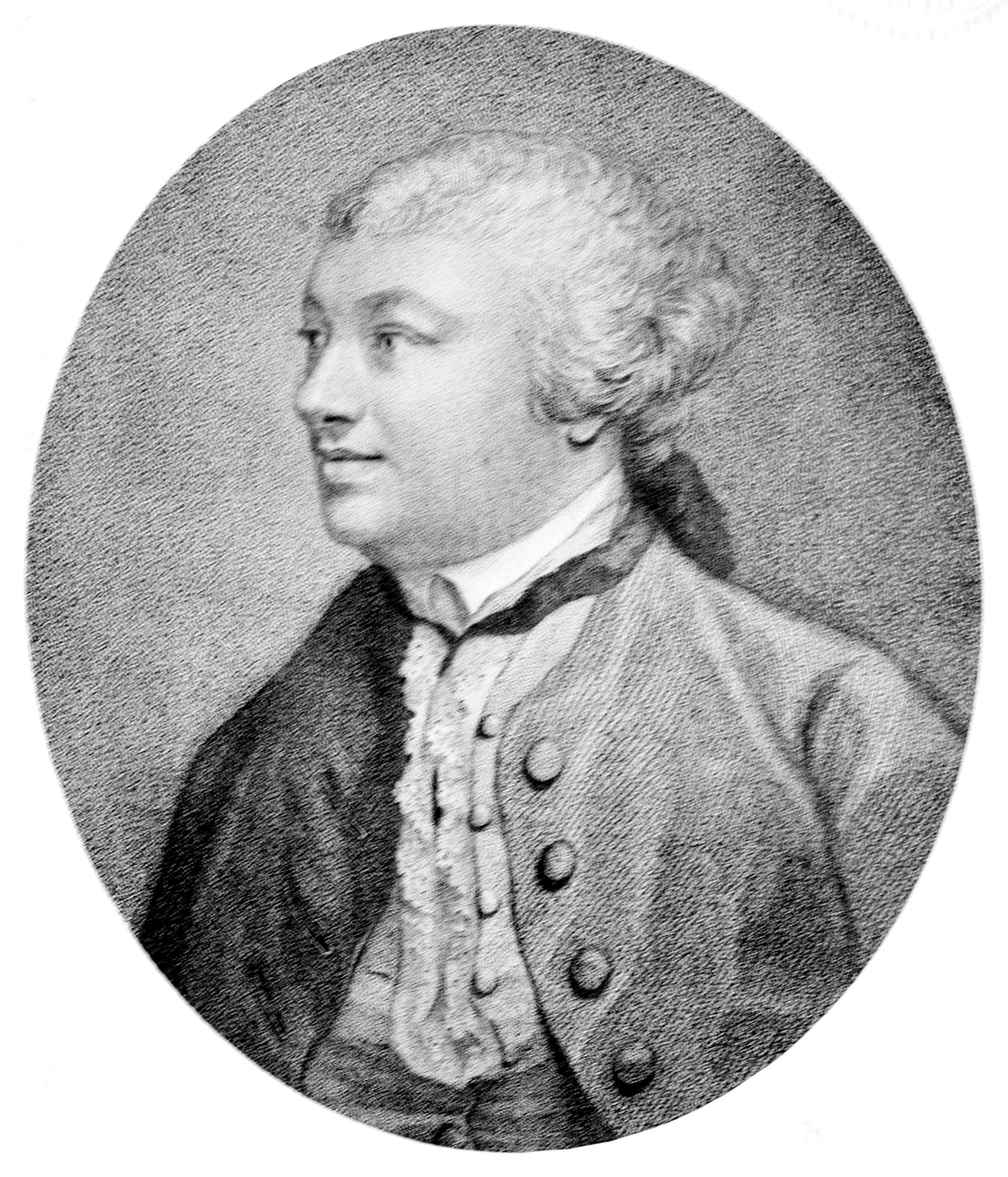
John Hill (1716–1775)

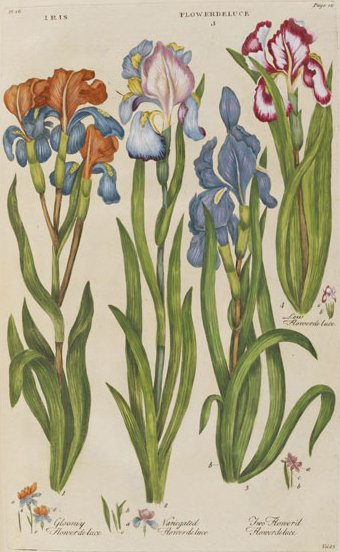
"The Vegetable System"の図版

ジョン・ヒル（John Hill、1716年頃 – 1775年11月21日）はイギリスの著述家、植物学者である。図入りの植物書、"The Vegetable System"が評価を受け、スウェーデン王から称号を受けてサー・ジョン・ヒルとも呼ばれる。

## 生涯
ピーターバラで聖職者の息子に生まれたとされる。薬剤師の見習いとして働き、見習い期間が終わると、ウェストミンスターに小さな店を開いた。各国を旅して希少な薬草を探し、標本集を出版する計画はうまくいかなかった。エディンバラ大学で医学を学び、医師を開業し、薬を調合して売ることで、資産を蓄えた。
ヒルの最初の著書は1746年に古代ギリシアのテオプラストスの「石について」の翻訳を出版した。この後、大量の著作を行い、British Magazine (1746–1750)の編集を行い、新聞、『ロンドン・アドバイザー・リテラリー・ガゼット』（London Advertiser and Literary Gazette)に記事を連載した。小説、戯曲や科学記事を書き、イーフレイム・チェンバーズの編集した百科事典、『サイクロペディア』の主要な執筆者のひとりとなった。
1759年から1775年の期間を費やした植物学の著作 "The Vegetable System" (26巻)は1600の銅板画を含む大著で、パトロンとなったビュート卿の要請によるもので、この著書の功績で1774年にスウェーデン王から Order of Vasaの称号を受けた。
1740年代、特に1746年からの2年間は王立協会の会合に出席し、植物学や医学やサファイヤの発色の要因や耐火煉瓦の原料などの研究を発表し、王立協会の学術誌、フィロソフィカル・トランザクションズに論文も掲載された。これらの貢献で王立協会の会員に選ばれることを期待し、会員の植物学者ピーター・コリンソンや、医師で科学者のウィリアム・ワトソンや考古学者のウィリアム・スツークリの支援を行い、有力者とのコネを作ったが、王立協会の会員に選ばれることはなかった。これに失望して、王立協会に批判的な著作を行うこととなった。1749年12月に匿名で、フィロソフィカル・トランザクションズの記事に否定的な批評を書き始め、1750年1月に、王立協会を批判、嘲笑する著作を発表した。1752年から53年にかけて、作家のヘンリー・フィールディングや、他の作家や出版者たちを巻き込んだ「1752–53年の紙の戦争」(Paper War of 1752–1753)として有名な批判・中傷合戦を繰り広げることとなった。
アカネ科の属名、Hilliaに献名された。

## 著作
- Hill, John (1750), Lucine sine concubitu: a letter addressed to the Royal Society.
- Hill, John (1750), A Dissertation on Royal Societies.
- Hill, John (1751), Review of the Works of the Royal Society of London.
- Hill, John [attributed] (1751), The Oeconomy of Human Life 2.
- Hill, John (1751–1753), "The Inspector" [daily column], London Advertiser and Literary Gazette: Much of Hill's part in the Paper War of 1752–1753 was carried out in this column.
- Hill, John (1752), The Impertinent
- Hill, John (1752), Letters from the Inspector to a Lady with the genuine Answers.
- Hill, John in: Cyclopaedia, or an Universal Dictionary of Arts and Sciences, Supplement. 1753 various articles
- Hill, John (1755), The useful family herbal.
- Hill, John (1755), Thoughts concerning God and Nature.
- Hill, John (1756–1757), The British Herbal.
- Hill, John (1757),  Thomas Hale: Eden, or, A compleat body of gardening (editor)[3]
- Hill, John (1758), Outlines of a System of vegetable generation.
- Hill, John (1759), The virtues of honey in preventing many of the worst disorders.
- Hill, John (1759–1775), The Vegetable System (26 volumes).
- Hill, John (1770), The construction of timber from its early growth.
- Hill, John (1771), Virtues of British herbs.
- Hill, John (1773), A decade of curious insects.
- Hill, John (1776), Hypochondriasis A Practical Treatise